# José Luis Piquín Irastolza
José Luis Piquín Irastolza   (Sant Sebastià, 22 d'agost de 1928 - Sant Sebastià, 3 d'octubre de 2008) fou un futbolista basc de les dècades de 1940 i 1950.

## Trajectòria
Es va formar al CD Basconia, Tolosa CF i Real Unión de Irún. Va jugar a l'Espanyol entre 1948 i 1956, gairebé una dècada, debutant un 12 de setembre de 1948 enfront del València CF, i disputant 145 partits (18 gols) amb el club a primera. Formà part del conjunt que fou conegut com l'equip de l'oxigen d'Alejandro Scopelli, al costat de companys com Josep Egea, Julià Arcas, Francesc Marcet o Josep Mauri. Després d'abandonar l'Espanyol defensà els colors del Centre d'Esports Sabadell i del Real Valladolid.